# Epistreptus eustriatus
Epistreptus eustriatus är en mångfotingart som beskrevs av Chamberlin 1923. Epistreptus eustriatus ingår i släktet Epistreptus och familjen Spirostreptidae. Inga underarter finns listade i Catalogue of Life.